# ライオット・クラブ
『ライオット・クラブ』（原題：The Riot Club）は、2014年制作のイギリス映画。
オックスフォード大学に実在する上流階級の子弟限定の社交クラブ「ブリンドン・クラブ」をモデルにしたローラ・ウェイド作の舞台劇「POSH」を映画化。

## あらすじ
オックスフォード大学に入学したばかりのアリステアとマイルズは、大学内で数百年の歴史を持つ社交クラブ「ライオット・クラブ」の入会儀式を通過し、晴れてメンバーとなった。
「ライオット・クラブ」は、上流階級の子弟であること、見た目が麗しいこと、伝説になれる男であることなどといった厳しい入会条件があり、2万人いる学生の中からたった10名しか入れず、メンバーになった者には輝かしい未来が約束されていた。アリステアとマイルズはそのメンバーになったことを喜ぶが、クラブは権力と金に支配され、メンバー同士が会長の座をめぐり陰湿な争いを繰り広げていた。
ある夜、彼らは郊外の庶民的なパブで飲み会を開き、金の力に任せてやりたい放題に振る舞う。閉店した後も彼らの傍若無人な振る舞いにたまりかねた店主は彼らを注意するが、逆に暴行を受け、瀕死の重傷を負ってしまう。
思わぬ事態に慌てたメンバー達は、マイルズ1人に罪をなすりつけて責任逃れをしようとするが、アリステアが警察に捕まり、他のメンバーにも追って処分が下されることになった。ここにきて、ついに我慢の出来なくなったマイルズは、クラブからの脱退を決意するのだった。

## キャスト
- アリステア・ライル：サム・クラフリン（吹替：寸石和弘）
- マイルズ・リチャーズ：マックス・アイアンズ（吹替：前野智昭）
- ハリー・ヴィラーズ：ダグラス・ブース（吹替：蟹江俊介）
- ジェームズ：フレディ・フォックス（吹替：矢野正明）
- トビー：オリー・アレクサンダー（吹替：眞對友樹也）
- ヒューゴ：サム・リード（吹替：手塚ヒロミチ）
- レイチェル：ジェシカ・ブラウン・フィンドレイ
- ローレン：ホリデイ・グレインジャー
- ジェレミー：トム・ホランダー
- ディミトリ：ベン・シュネッツァー
- チャーリー：ナタリー・ドーマー
- ジョージ：ジャック・ファーシング
- サミュエル・ウェスト
- ハリー・ロイド